# Nunataki Aksakova
Nunataki Aksakova är en nunatak i Antarktis. Den ligger i Östantarktis. Storbritannien gör anspråk på området. Toppen på Nunataki Aksakova är 1 380 meter över havet.
Terrängen runt Nunataki Aksakova är platt. Trakten är obefolkad. Det finns inga samhällen i närheten.